# Caciocavallo di Castelfranco
Il caciocavallo di Castelfranco è un formaggio prodotto con latte vaccino e riconosciuto quale PAT (prodotto agroalimentare tradizionale) dal Ministero delle politiche agricole alimentari e forestali.

## Origini
Tipico del territorio di Castelfranco in Miscano e di altri villaggi ubicati nel comprensorio agro-pastorale della valle del Miscano, territorio di passaggio nell'Appennino campano del tratturo Pescasseroli-Candela, direttrice millenaria di pascolo e allevamento, oltre che di transumanza delle greggi. Il nome caciocavallo, ben diffuso nell'appennino meridionale, deriva dalla tradizione di appendere le forme sferiche, a coppie, a cavallo di una pertica di legno per la stagionatura; Castelfranco è il centro principale di produzione.
Il comune di Castelfranco in Miscano organizza, insieme ad associazioni locali, una sagra del Caciocavallo nel periodo di settembre. Una delle aziende produttrici ha vinto, nel 2021, gli Italian Cheese Awards come Miglior formaggio a pasta filata stagionata.

## Produzione e descrizione
Il caciocavallo di Castelfranco è ottenuto oggi da latte di mucche di razza Bruna, ove una volta il bestiame era principalmente di razza Podolica o Marchigiana, più adatte a lavorare i campi, tenute in stalla o al pascolo a seconda della stagione e comunque alimentate con foraggi di produzione locale. La tecnica casearia conserva immutate le antiche modalità produttive: in particolare il latte ottenuto dalla mungitura viene immesso in barili in legno in modo da favorire lo sviluppo della flora batterica atta alla formazione dei necessari fermenti lattici. Notevole anche l'effetto del siero-innesto, una sorta di contaminazione del siero acido sul prodotto fresco determinata dal costante riutilizzo dei medesimi contenitori in legno e metallo che non vengono sottoposti a lavaggio tra una lavorazione e l'altra.

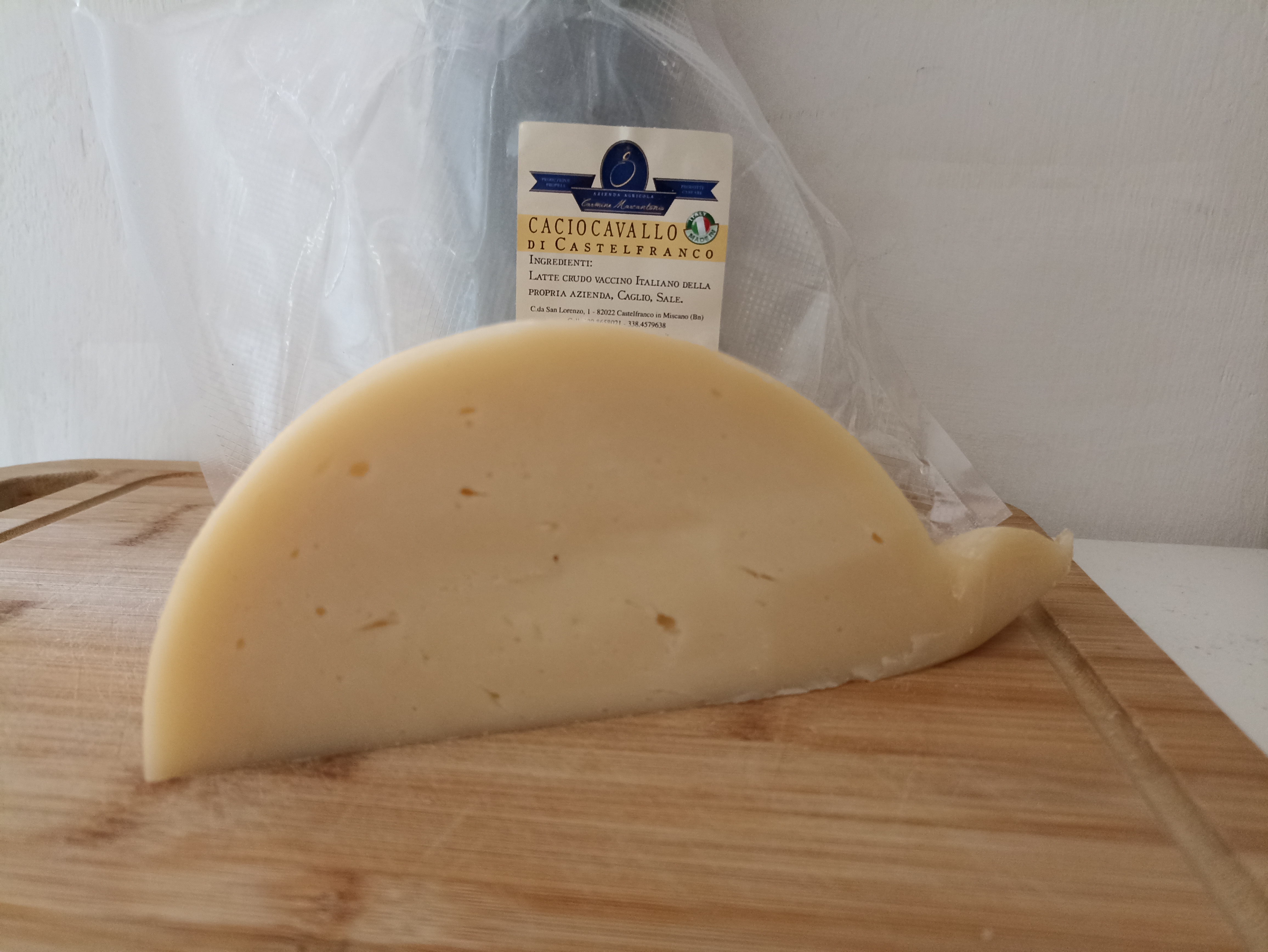
Vista al taglio

Il latte (crudo o pastorizzato) viene quindi mescolato con caglio di agnello e successivamente riscaldato fino a ottenere la temperatura di coagulazione. Dopo che la pasta ha raggiunto la giusta consistenza si provvede a rompere la cagliata con l'ausilio di spini di legno. Da quel momento ha inizio la fase di maturazione della pasta che si realizza per mezzo della scotta bollente ottenuta quale sottoprodotto della ricotta già lavorata in precedenza. In seguito le forme vengono modellate manualmente e sottoposte a salatura tramite salamoia. L'ultima fase, quella della stagionatura, si protrae per mesi (minimo 3) e avviene a "cavallo" di pertiche di legno disposte in orizzontale; di qui il nome del prodotto finale che assume così una forma pressoché sferica con testina, mentre assai variabili sono le dimensioni e il peso, comunque notevoli (da 1 a 3 kg).
La crosta è comunque sottile e liscia, dapprima di color paglierino e poi più scura; la consistenza è mediamente dura ma filata, con occhiatura non molto marcata mentre il colore è assai chiaro (talvolta avorio).

## Cucina
L'aroma è decisamente intenso, come il sapore, che è dolce o piccante in funzione della lunghezza della stagionatura. Vi si riconoscono sapori di tipo lattico cotto (burro fuso), fruttato (ananas) e vegetale (fieno), mentre per i prodotti che superano i sette mesi di stagionatura si aggiungono quelli di tipo animale (brodo di carne) e tostato (frutta secca).
Oltre ad essere consumato in purezza o accompagnato al pane come formaggio da tavola, può essere abbinato a frutta secca o miele di castagno ed agrumi; può essere cucinato alla piastra o "impiccato" al di sopra di un braciere e, una volta sciolto, spalmato su pane abbrustolito.
Gli abbinamenti enologici sono con vini rossi strutturati (Aglianico, diffuso nella stessa provincia, Trebbiano d'Abruzzo e Montepulciano d'Abruzzo) o birre (kölsch, altbier, stout e sua variante imperial stout).